# بیچ‌کرفت مدل ۱۷ استاگروینگ
 بیچ‌کرفت مدل ۱۷ استاگروینگ (به انگلیسی: Beechcraft Model 17 Staggerwing) یک هواگرد از نوع هواگرد چندمنظوره ساخت شرکت بیچ‌کرفت است. هواگرد مدل ۱۷ استاگروینگ نخستین پروازش را در ۴ نوامبر ۱۹۳۲ میلادی انجام داد. این هواگرد در سال ۱۹۳۳ میلادی رسماً معرفی گردید و در سال‌های ۱۹۳۳–۱۹۴۹ تولید شده‌است. در مجموع، تعداد ۷۸۵ فروند از این هواگرد ساخته شده‌است.
طراح این هواگرد، T. A. Wells بود.